# Herbert Liedtke (Fußballspieler)
Herbert Liedtke (* 18. Oktober 1950; † 13. September 2016 in Hamburg) war ein deutscher Fußballspieler. Von 1971 bis 1972 hat der Offensivspieler für Rot-Weiß Oberhausen in der Fußball-Bundesliga zehn Ligaspiele absolviert.

## Laufbahn
Der A-Jugendstürmer des Hamburger SV – zuvor bei Rasensport Elmshorn – debütierte am 22. September 1968 in Augsburg beim Länderspiel gegen Jugoslawien in der Jugendnationalmannschaft des DFB. Er agierte bei der 1:4-Niederlage im deutschen Angriff an der Seite von Paul Breitner und Klaus Scheer. Im März 1969 gehörte er der DFB-Elf an, die sich mit zwei Siegen in den Qualifikationsspielen gegen Schweden für das UEFA-Juniorenturnier im Mai in der DDR qualifizierte. Im Turnier selbst kam er in den zwei Gruppenspielen gegen Bulgarien (0:1) und Spanien (2:1) zum Einsatz. Zur Saison 1969/70 unterschrieb er einen Vertrag beim FC St. Pauli in der Fußball-Regionalliga Nord. Zuvor hatte auch der 1. FC Köln Interesse an ihm gezeigt und ihm der Hamburger SV einen Lizenzspielervertrag angeboten.
Mit Liedtke waren auch Alfred Hußner und Horst Wohlers zur Millerntor-Elf gekommen. Unter Trainer Erwin Türk debütierte Liedtke am 17. September 1969 bei der 0:1-Auswärtsniederlage beim VfB Lübeck in der Regionalliga Nord. Er wurde in der zweiten Halbzeit für Wohlers eingewechselt. St. Pauli belegte am Rundenende den vierten Rang und der Jugendnationalspieler hatte in 31 Einsätzen 14 Tore erzielt. In seiner zweiten Saison, 1970/71, erreichte St. Pauli mit einem Punkt Rückstand zu Meister VfL Osnabrück die Vizemeisterschaft, aber die persönliche Bilanz des jungen Angreifers hatte sich auf 24 Spiele mit drei Treffern reduziert. In der Bundesligaaufstiegsrunde kam er lediglich am 26. Mai 1971 bei der 1:3-Auswärtsniederlage bei Fortuna Düsseldorf zum Einsatz. Nach 55 Regionalligaspielen mit 17 Toren von 1969 bis 1971 für den FC St. Pauli nahm er das Angebot von Rot-Weiß Oberhausen zur Saison 1971/72 an und wechselte zur „Kleeblattelf“ in das Stadion Niederrhein, um sich in der Bundesliga zu beweisen.
Neben Liedtke nahm RWO aber noch die weiteren Spieler Ulrich Kallius, Willi Mumme, Bernd Hoffmann, Fred Hoff, Ludwig Denz, Gerd Wörmer und aus der eigenen Jugend Franz-Josef Tenhagen unter Vertrag. Unter Trainer Günter Brocker debütierte Liedtke zwar bereits am ersten Spieltag, den 14. August 1971, beim 1:0-Auswärtserfolg bei Arminia Bielefeld durch Einwechslung in der ersten Halbzeit für Tenhagen in der Bundesliga; zum Stammspieler schaffte er es aber nicht. Er kam nach Bielefeld in der Hinrunde lediglich noch in den Begegnungen gegen den VfL Bochum, 1. FC Köln und Borussia Dortmund zum Einsatz und in der Rückrunde nur noch in den drei Spielen gegen Borussia Dortmund, FC Schalke 04 und am 23. Juni 1972 bei der 0:4-Auswärtsniederlage bei Borussia Mönchengladbach. Im Angriff setzte man bei RWO auf Willi Mumme (32-2), Hans Schumacher (25-6) und Fred Hoff (20-6). Kallius, Hoffmann und Liedtke waren Ergänzungsspieler. In seinem zweiten Jahr in Oberhausen, 1972/73, war er zwar am dritten, vierten und fünften Spieltag in der Angriffsformation neben Mumme und Ditmar Jakobs, aber alle drei Spiele gegen den 1. FC Köln (1:3), Werder Bremen (0:1) und Eintracht Braunschweig (0:1) wurden verloren. Danach kam er zu keinem Einsatz mehr und schloss sich in der Winterwechselperiode dem Westregionalligisten SVA Gütersloh an.
Liedtke debütierte am 3. Dezember 1972 unter Trainer Günter Luttrop beim 1:1-Auswärtsremis gegen Bayer 04 Leverkusen im Angriff vom SV Arminia. Insgesamt kam er für Gütersloh auf zehn Regionalligaspiele und erzielte drei Tore an der Seite der Mitspieler Erhard Ahmann, Edmund Brylewski, Detlef Kemena, Günter Srowig, Werner Waddey und Willi Zander. Die Arminia erkämpfte sich mit dem 16. Rang den Klassenerhalt.
Im Sommer 1973, vor dem letzten Jahr der alten zweitklassigen Regionalliga, schloss er sich der SpVgg Bayreuth an und wechselte nach Süddeutschland in die Wagnerstadt. Unter Trainer Jenő Vincze und an der Seite der Leistungsträger Wolfgang Böhni und Manfred Größler debütierte der Hamburger am 15. August 1973 beim 0:0-Remis beim Freiburger FC in der Elf der Schwarz-Gelben. Am Rundenende belegte die Spielvereinigung den fünften Rang im Süden und Liedtke hatte in zwölf Spielen vier Tore erzielt. Mit den Oberfranken belegte er im ersten Jahr der neu eingeführten 2. Fußball-Bundesliga, 1974/75, den neunten Rang. Er hatte dazu aber lediglich in elf von 38 Spielen mitgewirkt und zwei Tore erzielt.
Nach den zwei Jahren in Bayreuth, 1973–75, führte der fußballerische Weg den einstigen Jugendnationalspieler in das Amateurlager. Es folgten Stationen beim 1. FC Pforzheim von 1975 bis 1978 in der 1. Amateurliga Nordbaden, wobei er in der Saison 1976/77 mit 36 Treffern die Torschützenkrone in Nordbaden erringen konnte.
Es ging weiter mit der SpVgg Büchenbach, dem SV Sandhausen und dem SV Neckargerach, ehe eine schwere Knieverletzung seine Laufbahn im Leistungssport vorzeitig beendete. Dabei kehrte er mit dem SV Neckargerach kurz auf die große Bühne des Fußballs zurück, als der Viertligist nach einem Erstrundensieg über die Würzburger Kickers im DFB-Pokal 1981/82 in der zweiten Runde im Olympiastadion München auf den FC Bayern München traf. Bei der 1:5-Niederlage erzielte er für den oftmals mit Szenenapplaus bedachten Außenseiter den vielumjubelten Ehrentreffer. Er spielte noch bis 1987 in der Verbandsliga bei Raspo Elmshorn.
Liedtke studierte Erziehungswissenschaft. Ende August 1990 trat er beim FC St. Pauli die Nachfolge von Manager Georg Volkert an. Zuvor hatte sich Liedtke beim Stadtrivalen Hamburger SV beworben, dort aber eine Absage erhalten. In seiner Anfangszeit seiner Tätigkeit für den FC St. Pauli verschaffte Liedtke dem Verein mehrere neue Geldgeber. Durch Liedtkes Verbindung kamen St. Paulis Verpflichtungen von Bernd Hollerbach und Markus Sailer zustande. Bereits Ende 1991 wurde das Ende der Zusammenarbeit zwischen dem FC St. Pauli und dem eine Unternehmensberaterfirma leitenden ehemaligen Spieler angekündigt. Liedtke waren unter anderem Verfehlungen im Umgang mit Geldgebern und persönliche Bereicherung, Unregelmäßigkeiten bei Abrechnungen, seine Bewerbung beim Hamburger SV, ein angespanntes Verhältnis zu einem Großteil der Mannschaft sowie sich von anderen Vereinen umworbenen St. Pauli-Profis als persönlicher Berater angeboten zu haben, vorgeworfen worden. Liedtke wies die Vorwürfe zurück. Im Januar 1992 endete Liedtkes Amtszeit bei St. Pauli, als er vom Vereinsvorstand beurlaubt und mit einem Hausverbot für die Geschäftsstelle belegt wurde.
Herbert Liedtke starb am 13. September 2016 im Alter von 65 Jahren in einem Krankenhaus in Hamburg.